# Milan Orlowski
Milan Orlowski (* 7. September 1952 in Prag) gehörte in den 1970er und 1980er Jahren zu den besten Tischtennisspielern der Welt.

## Jugend
Orlowski wurde als 10-Jähriger von seinem Vater Marcel Orlowski, der selbst ein guter Tischtennisspieler war (Sieger der Senioren-Europameisterschaft 1995 Ü80 in Wien), beim Verein Sparta Prag angemeldet. Hier erkannte der ehemalige Europameister im Doppel Ludvík Vyhnanovský Milans Talent; er wurde sein Trainer. Bereits als Jugendlicher wurde er in die Seniorenmannschaft von Sparta Prag integriert. 1969 gewann er in Obertraun die Europameisterschaft der Jugend.

## Höhepunkt der Laufbahn
Milan Orlowski wurde 1974 in Novi Sad Europameister im Herreneinzel. Zweimal (1977 und 1983) siegte er im Turnier Europe TOP-12. Er gewann  mehrere internationale Titel und erreichte eine Vielzahl von Platzierungen im Doppel und mit der Mannschaft. Zwischen 1972 und 1982 holte er siebenmal die Einzel-Meisterschaften der Tschechoslowakei. Orlowski war ein tischnaher Angriffsspieler. Besonders gefürchtet war sein schnelles Konterspiel, das – mit kurzen Noppen-außen ausgeführt – dem Gegner kaum Zeit zur Reaktion ließ.

## Deutschland
Orlowski spielte in mehreren deutschen Vereinen. So erreichte er 1983 mit der TTBG Steiner-Optik Bayreuth den Aufstieg in die 2. Bundesliga. 1987 wechselte er zum TTC Jülich, 1989 kehrte er zu Steiner Bayreuth zurück. Nach Zwischenstationen beim TV Unterboihingen (1998) und TTC Creußen (ab 1999) spielt er heute (2009) in Thüringen beim Post SV Mühlhausen 1951 in der 2. Bundesliga. Mit dem Post SV Mühlhausen gelang ihm 2007 der Aufstieg in die 2. Bundesliga.
Zusammen mit Jindřich Panský trat Orlowski ab Mitte der 1990er Jahre in Tischtennisshows auf.

## Privat
Orlowski ist von Beruf Elektriker.

## Erfolge

### Teilnahme anTischtennisweltmeisterschaften
- 1969 in München
- 1971 in Nagoya
  - 5. Platz Einzel
- 1973 in Sarajevo
  - Viertelfinale im Einzel
- 1975 in Kalkutta
- 1977 in Birmingham
  - Viertelfinale im Doppel (mit Gábor Gergely)
  - Viertelfinale im Mixed (mit Ilona Uhlíková)
- 1979 in Pyongyang
- 1981 in Novi Sad
- 1983 in Tokio
- 1985 in Göteborg
  - 2. Platz Doppel mit Jindřich Panský
- Senioren-WM 2008 in Rio de Janeiro: 3. Platz Einzel in Altersklasse Ü50

### Teilnahme anEuropameisterschaften
- 1972 in Rotterdam
  - 3. Platz Doppel mit Jindřich Panský
  - 2. Platz Mixed mit Ilona Uhlíková
- 1974 in Novi Sad
  - 1. Platz Einzel
  - 2. Platz Mixed mit Alica Grofová
- 1976 in Prag
  - 2. Platz Doppel mit Jaroslav Kunz
  - 2. Platz Mixed mit Ilona Uhlíková
- 1978 in Duisburg
  - 1. Platz Doppel mit Gábor Gergely
- 1980 in Bern
  - 3. Platz Doppel mit Jindřich Panský
  - 1. Platz Mixed
- 1982 in Budapest
  - 2. Platz mit der Mannschaft
- 1986 in Prag
  - 3. Platz Mixed mit Ilona Uhlíková
- Senioren-EM 1995 in Wien: 1. Platz im Doppel

### Teilnahme amEuropäischen Ranglistenturnier Top-12
- 1971 8. Platz – Zadar (CRO)
- 1972 8. Platz – Zagreb
- 1973 5. Platz – Böblingen
- 1974 2. Platz – Trollhättan (SWE)
- 1975 6. Platz – Wien
- 1976 5. Platz – Lübeck
- 1977 1. Platz – Sarajevo
- 1978 2. Platz – Prag
- 1981 8. Platz – Miskolc (HUN)
- 1982 2. Platz – Nantes
- 1983 1. Platz – Thornaby (ENG)
- 1984 6. Platz – Bratislava

## Turnierergebnisse
| Verband | Veranstaltung                         | Jahr | Ort          | Land | Einzel        | Doppel        | Mixed         | Team |
| ------- | ------------------------------------- | ---- | ------------ | ---- | ------------- | ------------- | ------------- | ---- |
| TCH     | Europameisterschaft                   | 1986 | Prag         | TCH  | letzte 16     | Viertelfinale | Halbfinale    |      |
| TCH     | Europameisterschaft                   | 1982 | Budapest     | HUN  |               |               |               | 2    |
| TCH     | Europameisterschaft                   | 1980 | Bern         | SUI  | letzte 16     | Halbfinale    | Gold          |      |
| TCH     | Europameisterschaft                   | 1978 | Duisburg     | FRG  | Viertelfinale | Gold          |               |      |
| TCH     | Europameisterschaft                   | 1976 | Prag         | TCH  | Halbfinale    | Silber        | Silber        |      |
| TCH     | Europameisterschaft                   | 1974 | Novi Sad     | YUG  | Gold          | Viertelfinale | Silber        |      |
| TCH     | Europameisterschaft                   | 1972 | Rotterdam    | NED  |               | Halbfinale    | Halbfinale    |      |
| TCH     | Jugend-Europameisterschaft (Junioren) | 1970 | Teeside      | ENG  | Silber        |               | Gold          | 1    |
| TCH     | Jugend-Europameisterschaft (Junioren) | 1969 | Obertraun    | AUT  | Gold          | Gold          | Silber        | 1    |
| TCH     | Jugend-Europameisterschaft (Junioren) | 1968 | Leningrad    | URS  |               |               |               | 1    |
| TCH     | EURO-TOP12                            | 1984 | Bratislava   | TCH  | 6             |               |               |      |
| TCH     | EURO-TOP12                            | 1983 | Cleveland    | ENG  | 1             |               |               |      |
| TCH     | EURO-TOP12                            | 1982 | Nantes       | FRA  | 2             |               |               |      |
| TCH     | EURO-TOP12                            | 1981 | Miskolc      | HUN  | 8             |               |               |      |
| TCH     | EURO-TOP12                            | 1978 | Prag         | TCH  | 2             |               |               |      |
| TCH     | EURO-TOP12                            | 1977 | Sarajevo     | YUG  | 1             |               |               |      |
| TCH     | EURO-TOP12                            | 1976 | Lübeck       | FRG  | 4             |               |               |      |
| TCH     | EURO-TOP12                            | 1975 | Wien         | AUT  | 6             |               |               |      |
| TCH     | EURO-TOP12                            | 1974 | Trollhatten  | SWE  | 2             |               |               |      |
| TCH     | EURO-TOP12                            | 1973 | Böblingen    | FRG  | 5             |               |               |      |
| TCH     | EURO-TOP12                            | 1972 | Zagreb       | YUG  | 8             |               |               |      |
| TCH     | EURO-TOP12                            | 1971 | Zadar        | YUG  | 8             |               |               |      |
| TCH     | Weltmeisterschaft                     | 1985 | Göteborg     | SWE  | letzte 32     | Silber        | keine Teiln.  | 7    |
| TCH     | Weltmeisterschaft                     | 1983 | Tokio        | JPN  | letzte 64     | letzte 16     | keine Teiln.  | 10   |
| TCH     | Weltmeisterschaft                     | 1981 | Novi Sad     | YUG  | letzte 16     | letzte 16     | letzte 32     | 4    |
| TCH     | Weltmeisterschaft                     | 1979 | Pyongyang    | PRK  | letzte 16     | letzte 16     | letzte 16     | 4    |
| TCH     | Weltmeisterschaft                     | 1977 | Birmingham   | ENG  | letzte 16     | Viertelfinale | Viertelfinale | 6    |
| TCH     | Weltmeisterschaft                     | 1975 | Calcutta     | IND  | letzte 32     | letzte 16     | letzte 16     | 4    |
| TCH     | Weltmeisterschaft                     | 1973 | Sarajevo     | YUG  | Viertelfinale | letzte 32     | keine Teiln.  | 5    |
| TCH     | Weltmeisterschaft                     | 1971 | Nagoya       | JPN  | Viertelfinale | letzte 16     | letzte 16     | 11   |
| TCH     | Weltmeisterschaft                     | 1969 | München      | FRG  | letzte 128    | letzte 16     | Qual          | 7    |
| TCH     | World Cup                             | 1982 | Hong Kong    | HKG  | 12            |               |               |      |
| TCH     | World Cup                             | 1981 | Kuala Lumpur | MAS  | 5             |               |               |      |
| TCH     | World Cup                             | 1980 | Hong Kong    | HKG  | 4             |               |               |      |